# Díptic Barberini

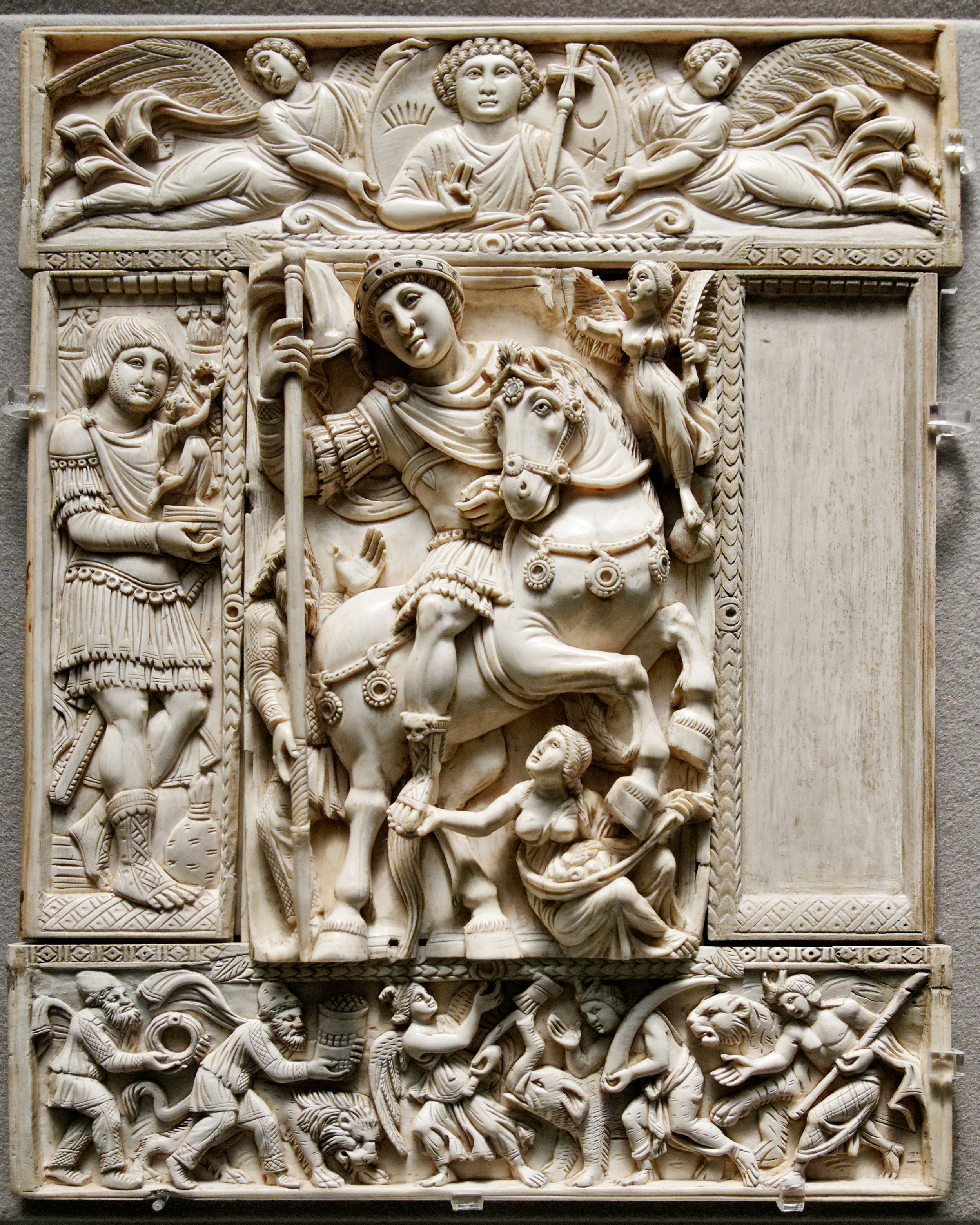
Díptic Barberini exposat al Louvre

El Díptic Barberini era un antic díptic imperial de vori romà d'Orient del qual es conserva solament una fulla. Data de l'Antiguitat tardana i actualment es conserva al Louvre. Està tallat en l'estil clàssic conegut com a teodosià tardà, i hi representa l'emperador com un vencedor. L'han datat de la primera meitat del segle vi i s'atribueix a un taller imperial de Constantinoble; l'emperador sol identificar-se amb Justinià, o amb Anastasi I Dicor o Zenó. És un important document perquè està relacionat amb la reina Brunequilda d'Austràsia. A la banda de darrere hi ha una llista de reis francs, tots parents de Brunequilda, que mostra la important posició de les reines dins de les famílies reials franques. Degué ser-ne ella qui va ordenar que s'hi inscrigués la llista i la va oferir a l'Església com una imatge d'ofrena.(1)
Tot i que no és un díptic consular, comparteix molts trets dels seus esquemes ornamentals. L'emperador està acompanyat al plafó principal per un bàrbar conquistat vestit amb pantalons, una figura al·legòrica: segurament representa el territori conquistat o reconquerit, que té subjecte el peu en expressió d'agraïment o submissió, i un àngel o victòria, que corona l'emperador amb la tradicional palma de la victòria (que a hores d'ara s'ha perdut). Tot i que el "bàrbar" està en part amagat per l'enorme llança de l'emperador, aquesta no pareix pas travessar-lo, i sembla més sorprés que violent. Al damunt, Crist, amb un pentinat de rissos a la moda, està flanquejat per dos àngels més, a l'estil de figures de victòria paganes; regna per damunt, mentre l'emperador el representa a baix a la terra. Al plafó inferior, uns "bàrbars" europeus (a l'esquerra, amb pantalons) i Àfrica (a la dreta, amb vori) li duen un tribut, que inclou animals salvatges. La figura del plafó esquerrà, aparentment no un sant sinó un soldat, duu una estatueta de la Victòria; i el seu equivalent al costat dret s'ha perdut.(1)

## Disseny
El díptic estava format per quatre plaques rectangulars, tot i que a la dreta ha estat reemplaçada (potser en el segle xvi) per una taula amb la inscripció CONSTANT. N. IMP. CONST. Les plaques s'ajunten per un encadellat, al voltant d'una placa central més grossa. La peça en conjunt és l'únic objecte secular semblant que sobreviu tan ben conservat, dins el títol de díptics imperials. Fa 34,2 cm d'alt per 26,8 cm d'amplada, amb el plafó central de 19 cm d'alt per 12,5 cm d'amplada i 2,5 cm de profunditat. El van fer amb vori d'elefant, esculpit i en relleu amb pedres precioses (en sobreviuen set perles). No mostra pas traces de policromia.
No s'ha esclarit que el Díptic Barberini pertanyés a un díptic, açò és, que hi hagués un segon conjunt de plaques que formassen una segona fulla amb un altre retrat, potser de l'emperadriu. La primera fulla ja és prou pesada per a ser usada realment com una tauleta per a escriure, i no hi ha resta d'una frontissa que indicàs que era la tapa d'un llibre.(1)

## Propietaris
El revers de l'objecte és llis, sense la depressió per a cera que es troba en un díptic consular, que seria usat com una tauleta per a escriure. Està ratllat, però, amb línies gravades més tard sobre inscripcions de tinta més antigues -amb una llista de noms (oracions per als morts), entre els quals hi ha els reis d'Austràsia i altres noms, la major part llatins. L'onomàstica mostra que es tracta d'una llista que prové d'Alvèrnia i no pas de Provença, com es va creure per a situar l'objecte. Les inscripcions també daten del segle vii (potser al voltant de l'any 613) i mostren que l'obra fou portada a la Gàl·lia a principis de la seua existència. La història del vori entre aquest moment i 1625 es desconeix –aquell any li l'oferí Nicolas-Claude Fabri de Peiresc al legat Francesco Barberini a Ais de Provença, i entrà així a formar part de la col·lecció Barberini de Roma. Peiresc l'esmenta específicament en una carta al seu amic Palamède de Vallavez, datada del 29 d'octubre del 1625:
| « | [el cardenal] restà encisat en veure un antic baix relleu de vori que vaig recuperar una mica abans, en què es representa l'emperador Heracli a cavall, amb la vora duent una creu, i el seu fill Constantí duent una Victòria i moltes províncies captives als peus, como la del Gran Camafeu de França de Tiberi. Li'l vaig donar quan se n'anà(...) tenia peces semblants en el mateix estil de vori, que amb el [meu exemple] aniran bé. | » |

La confirmació que se'n trobava en la col·lecció Barberini apareix en un esment d'un vori que representava Constantí en l'inventari d'escultures de Francesco Barberini entre el 1626 i el 1631. El va adquirir el Louvre el 1899 i des de llavors és al Département des objets d'art (núm. d'inventari OA 9063).

## Iconografia
L'obra combina un tema clàssic del poder absolut d'un emperador victoriós, coronat per la Victòria, el govern del qual és sinònim de pau i prosperitat, i d'altra banda el tema de la victòria cristiana portada per Crist i la benedicció de l'emperador. Introdueix una nova jerarquia còsmica en la representació del triomf de l'Imperi Romà i, per tant, és una obra política al servei de la propaganda imperial. La qualitat de l'artesà l'atribueix a un taller imperial de Constantinoble.

### Panell central

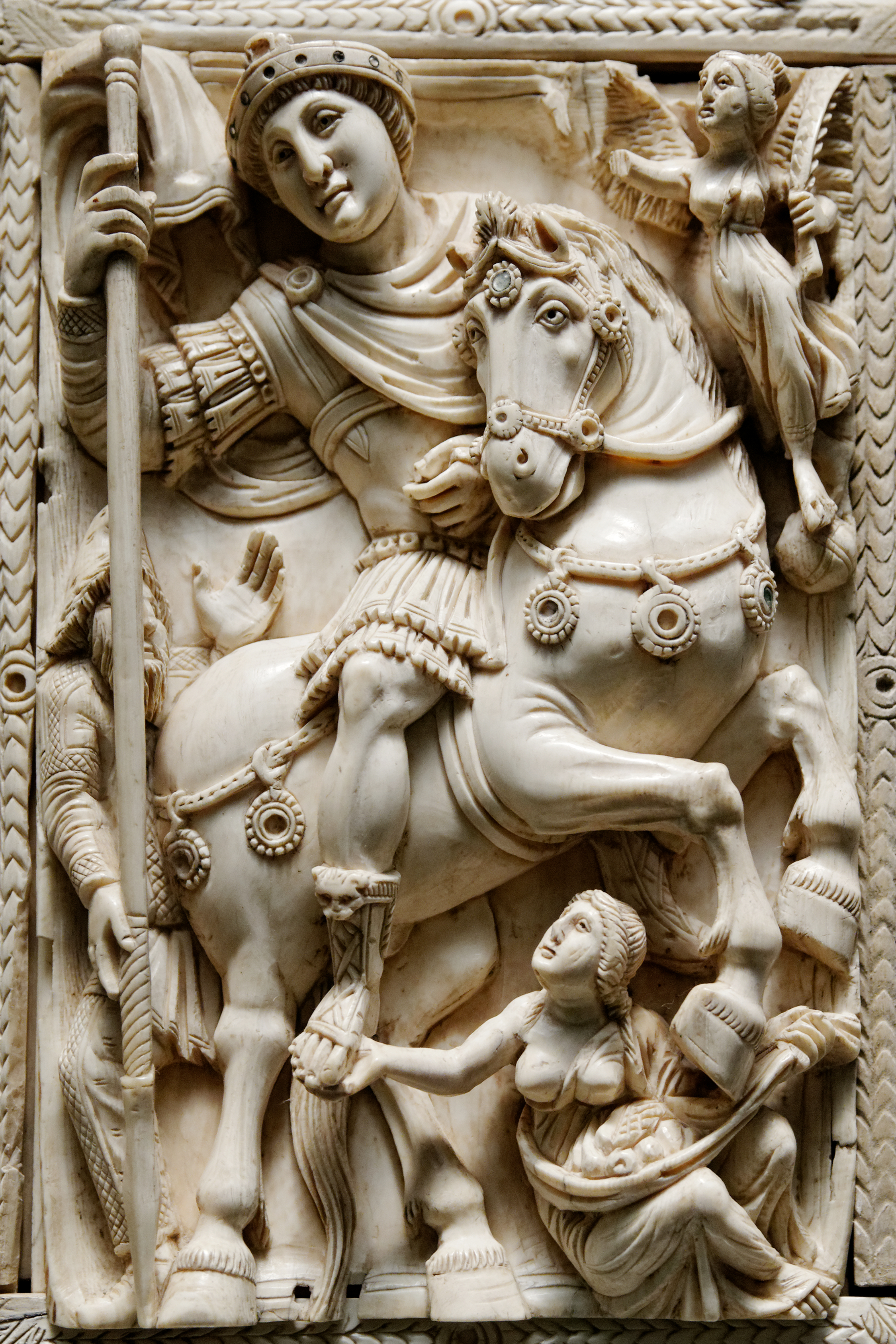
L'emperador triomfant al plafó central

La composició s'organitza a l'entorn d'una placa central que domina pel motiu i la qualitat estilística. És la figura triomfant d'un emperador sobre un cavall encabritat. A la mà dreta l'emperador sosté una llança, amb l'extrem apuntat al terra, i a la dreta sosté les regnes del cavall. Rere la llança hi ha la figura d'un "bàrbar", identificat pels cabells, la barba embullada i sobretot per la roba -la caputxa corbada (semblant a un barret frigi) que n'indica un origen oriental, una túnica de mànega llarga i pantalons folgats. Simbolitza un persa o un escita, els pobles derrotats per l'emperador -com a signe de submissió toca la llança amb la mà dreta i alça la mà esquerra.
Al cantó inferior dret, sota el cavall, una dona resta en terra. La roba li ha relliscat, i mostra el pit dret, i a la mà esquerra sosté un plec de roba que conté fruita, símbol de prosperitat. Té la mà dreta alçada cap al peu dret de l'emperador en un gest de submissió. Personifica la Terra, representant la dominació universal de l'emperador i amb els fruits com a símbol de la prosperitat del seu regne. Aquesta personificació es representava sovint en imatges de l'emperador triomfant o de l'emperador en majestat, com ara en el Disc de Teodosi (amb Tel·lus que es representava a la part inferior de la composició, sota la figura de Teodosi I el Gran entronitzat en majestat) i sobre el relleu de la Pietas augustorum sobre l'Arc de Galeri (on els tetrarques apareixen amb una sèrie de personificacions com ara Gea). Aquestes personificacions de Tel·lus/Gea es reconeixen pel seu atribut d'una cornucòpia -en aquest cas, el plec amb fruita.

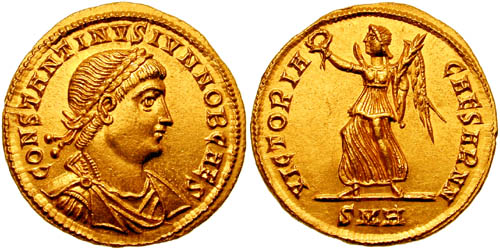
Sòlid de Constantí II, encunyat a Heraclea entre 326 i 330

Simètrica a aquesta primera figura femenina, a la part superior dreta del plafó central, hi ha una estatueta d'una Victòria alada sobre un globus inscrit amb el signe de la creu, sostenint una palma (símbol de la victòria) a la mà esquerra; i a la dreta (hui trencada) deuria dur una corona per al cap de l'emperador. Aquesta classe de personificació en figureta era també una de les unides a la iconografia de l'emperador triomfant, i se'n pot trobar en monedes (com al revers d'un sòlid de Constantí II) i també en escultura (com ara l'escena de sacrifici en l'Arc de Galeri) i en alguns díptics consulars.
L'emperador té un tallat de cabells en què el serrell descriu un cercle arquejat al voltant del rostre, i llueix una corona amb perles, de les quals sobreviuen quatre. Els trets facials són ovalats i prou pesats, com ara les pestanyes i el nas, però donen un caràcter alegre al retrat imperial. Llueix uniforme militar de comandant en cap, sota la cuirassa duu una túnica curta i sobre la cuirassa una capa (paludamentum), de la qual un plec li cau per darrere i la sosté a l'espatla amb una fíbula, originàriament amb pedres precioses, com la cuirassa. Duu botes amb cordons encreuats, adornades amb un cap de lleó, i els arreus del cavall estan decorats amb medallons que cauen en incrustacions, hui perdudes a part de la del centre del cap.
El relleu d'aquest motiu central s'havia accentuat: la Victòria, la llança, i els caps de l'emperador i del cavall estan esculpits molt a prop de l'embalum redó. La cura que s'ha posat a modelar la roba i reflectir certs detalls anatòmics, com ara els músculs del braç de l'emperador, podrien qualificar-se com a classicitzants. Aquestes característiques, afegides a la desproporció de les figures, subratllen la majestat de la persona imperial, i recorden l'art teodosià.

### Panells laterals
Els plafons laterals són un relleu menys elevat (la fondària màxima del gravat del panell central és de 28 mil·límetres, mentre que és només de 9 als panells laterals), i són lleugerament menys virtuosos que el plafó central. Tenen les vores inscrites en una pauta en ziga-zaga, deixant espai a la vora al voltant del panell central per a una garlanda de fulles.

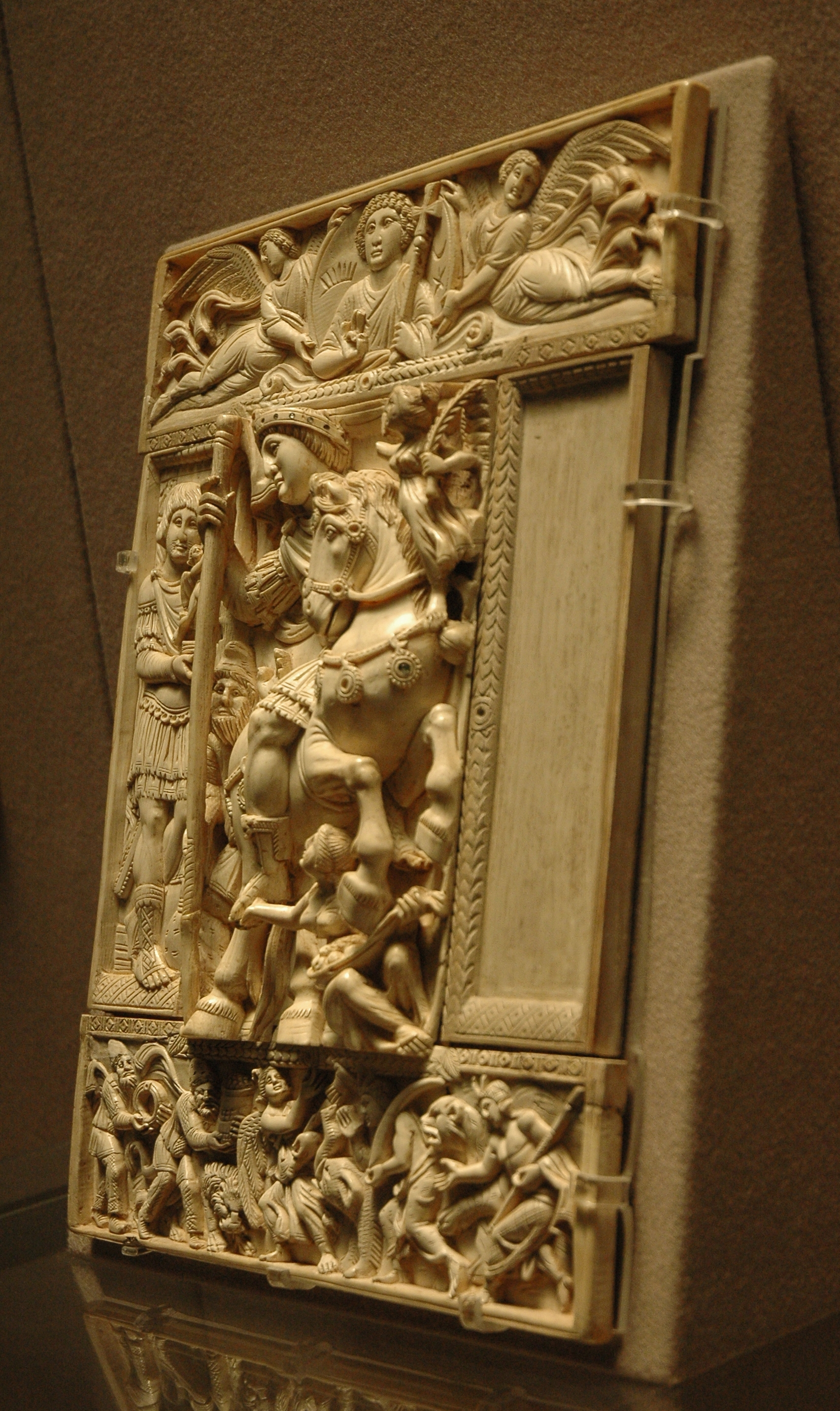
Vista en tres quarts, subratllant les diferents profunditats del Díptic Barberini

El panell del costat esquerre representa un oficial superior, recognoscible per la roba i equipament militars, comparables als de l'emperador. Amb barba, cuirassa i paludamentum fixat a l'espatla dreta per una fíbula més simple que la de l'emperador. Es pot distingir la beina de l'espasa fixada al cinyell, al costat esquerre. Avança cap a l'emperador i li presenta una figureta de la Victòria sobre un pedestal. Té als peus una bossa. L'home roman en peus en un marc arquitectònic format per dues columnes que sostenen capitells corintis i d'una pauta tessel·lada (possiblement opus sectile) evocant una sala d'un palau imperial.
Aquesta figura a vegades s'interpreta com un cònsol, i l'estatueta de la Victòria i la bossa (com contenint or) com a atributs consulars. La figura, però, pot també representar sparsio, la generositat consular representada en altres díptics, com els de Climent (513) i Justí (540), amb la bossa d'or més obertament simbòlica de botí de guerra, prova del triomf imperial. Igualment, on el Cèsar gal sosté una figureta de la Victòria semblant en la seua imatge sobre el Calendari de 354, porta roba civil i no militar. L'oficial del Díptic Barberini deu representar un general que va intervenir en la campanya victoriosa representada pel vori. És lògic suposar que en el plafó simètric a la dreta (hui desaparegut) mostraria un altre general.

### Panell inferior
El plafó inferior forma una mena de fris decorat per una doble processó de bàrbars i animals que convergeixen cap a una figura de la Victòria. Ella es gira per a mirar cap amunt, cap a l'emperador del panell central i sosté a la mà dreta un trofeu militar, representat en la forma tradicional d'una branca amb armes militars, armadura i botí. Els "bàrbars" derrotats duen a l'emperador regals com a tribut i es diferencien per la roba i els animals salvatges que els acompanyen. A l'esquerra, dues figures barbudes són del mateix tipus que el "bàrbar" del plafó central, amb una túnica curta, un barret frigi i botes. Un d'ells porta corona, l'altre un contenidor cilíndric, i per davant d'ells marxa un lleó. Podrien ser perses o escites.
A la dreta, els dos "bàrbars" van vestits de manera molt diferent -nus de cintura cap amunt, amb un tocat de tela adornat amb plomes, una peça simple de tela lligada a la cintura i sandàlies. Venen acompanyats d'un tigre i un petit elefant. El primer llueix ullal d'elefant sobre l'espatlla i el segon un bastó de funció desconeguda. Representen indis.

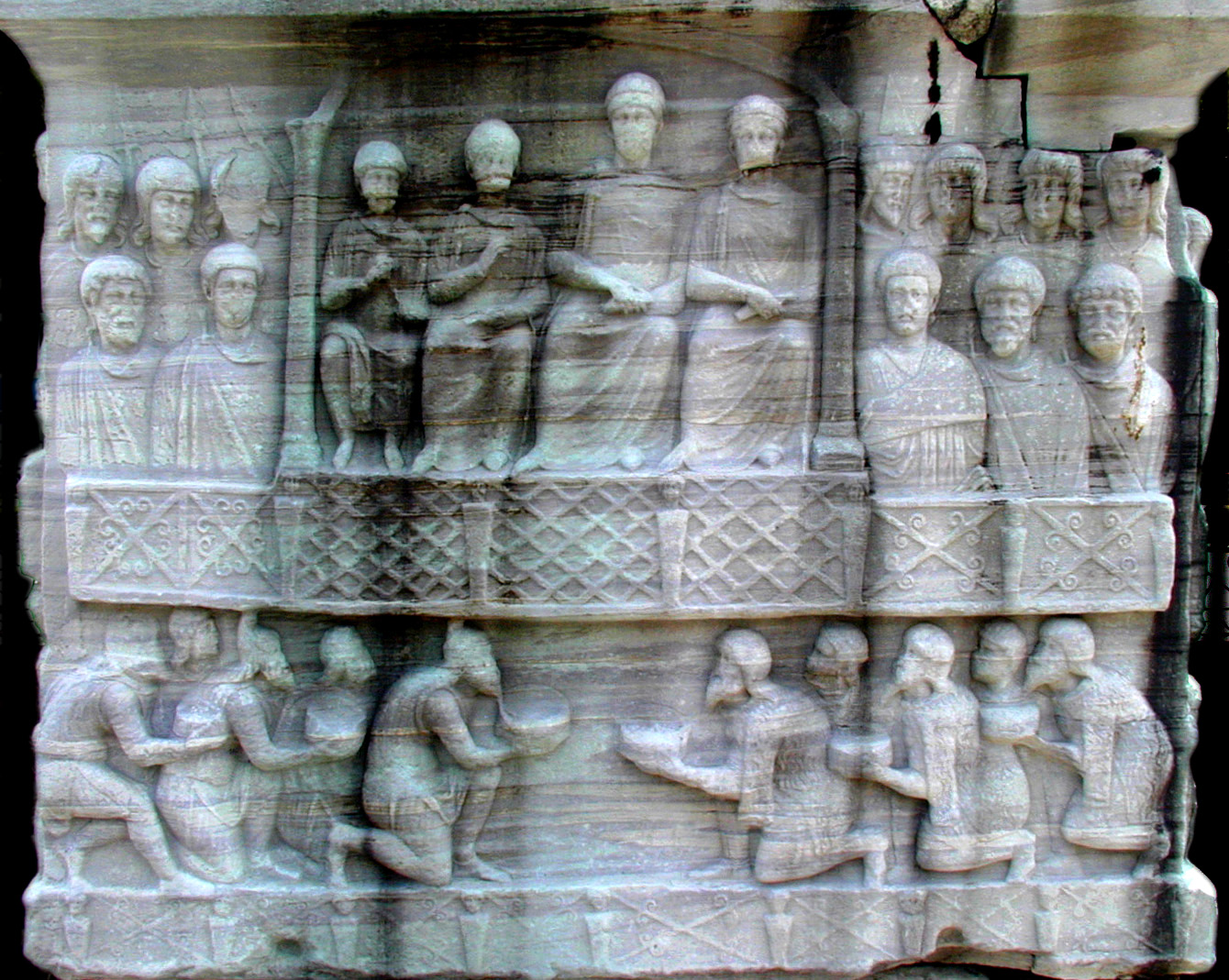
Cara nord-oest de la base de l'obelisc de Teodosi, mostrant "bàrbars" rendint tribut a l'emperador

Aquest tema de "bàrbars" retent homenatge a l'emperador és comú en baixos relleus romans - ací, és l'aurum coronarium, la presentació del tribut. Mostren la clementia de l'emperador i subratllen el simbolisme de la seua victòria. Un dels dos fragments de vori atribuïts a un díptic imperial actualment a Milà també representen aquest motiu, en una obra lleugerament anterior. Pot trobar-se també a Constantinoble, per exemple en la base de la Columna d'Arcadi (en una composició comparable a la del Díptic Barberini) o sobre l'Obelisc de Teodosi el Gran de l'hipòdrom. Sobre l'Obelisc de Teodosi, deu "bàrbars", dividits en dos grups, convergeixen sobre la figura de l'emperador, en aquest exemple entronitzat en majestat en una llotja imperial envoltada per altres augusti. A l'esquerra són els perses, i a la dreta hi ha "bàrbars" occidentals indeterminats, potser alemanys o gots. La Victòria està absent en aquest relleu, però està ben representada en la base perduda de la Columna d'Arcadi i sobre la base perduda atribuïda a la Columna de Constantí -en totes dues, la Victòria és en posició central, com una mitjancera entre els "bàrbars" derrotats i la figura de l'emperador, situada dessota.

### Panell superior
El plafó superior d'aquest ivori conté dos àngels que porten una imago clipeata, un medalló amb un bust d'un Crist jove, sostenint un ceptre cruciforme a la mà esquerra i fent el signe tradicional de benedicció amb la mà dreta (el dit anular agafat sobre el polze). El bust queda emmarcat per símbols del Sol a l'esquerra i la Lluna i una estrela a la dreta. La parella d'àngels que duen una imatge de Crist ací reemplacen la imatge anterior de dues Victòries duent una personificació de Constantinoble que pot trobar-se en el segon plafó del Díptic imperial de Milà: la substitució està lluny de ser insignificant i implica un canvi vital paradigmàtic respecte a la datació i la comprensió del Díptic Barberini.

## Identificació de l'emperador
La qüestió de la identitat de l'emperador representat al plafó central s'ha debatut. El seu primer propietari modern, Peiresc, el va reconéixer com a Heracli i va identificar l'oficial oferint la figureta de la Victòria com el seu fill Constantí III Heracli. D'altres han pensat que l'emperador podria ser Constantí I el Gran, Constanci II, Zenó i sobretot Anastasi I Dicor o Justinià I. La identificació es complica pel fet que l'emperador mostrat no és pas necessàriament el que regnava en la data en què es va tallar l'ivori.

### Anastasi

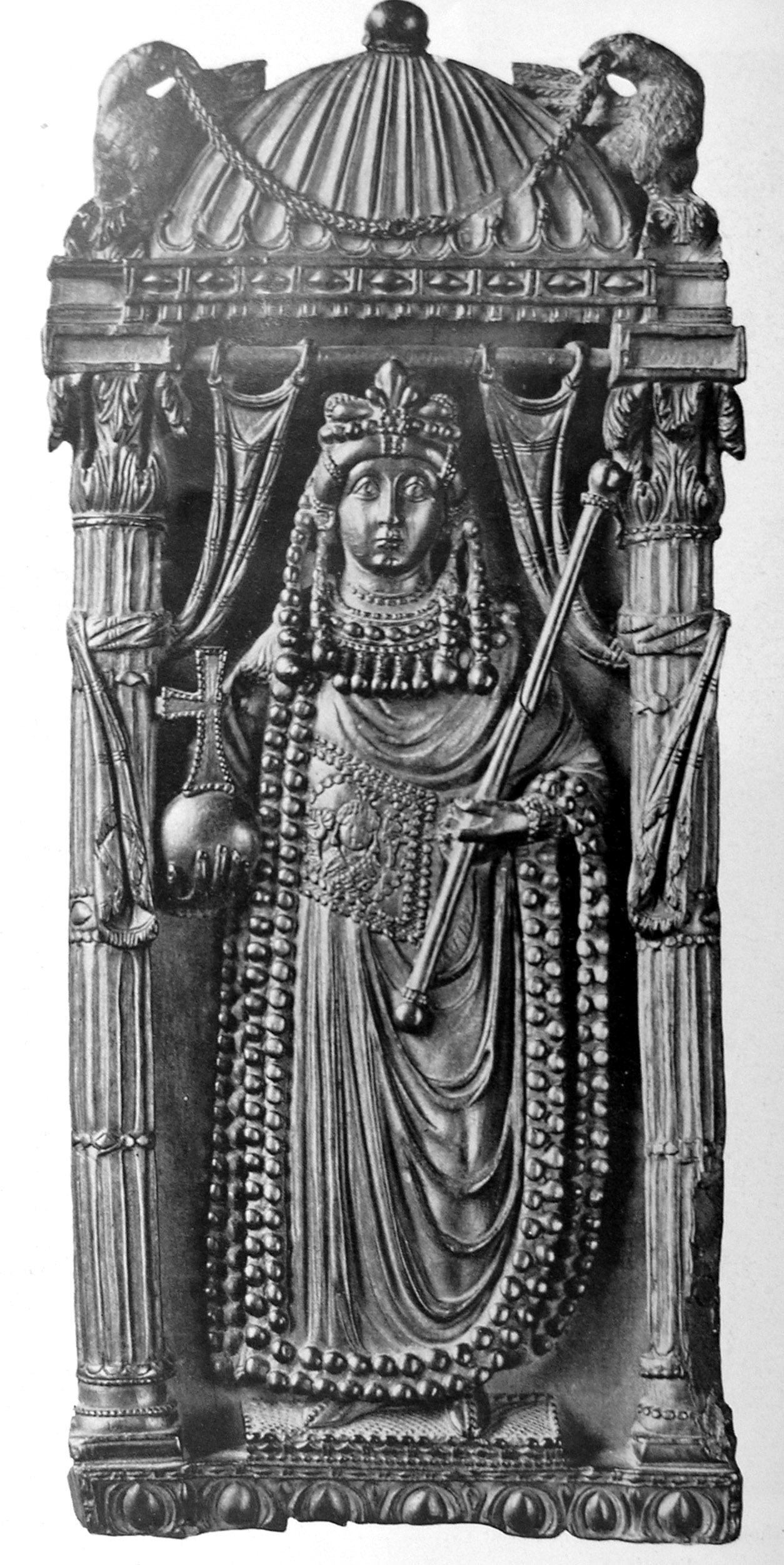
Panell d'un díptic imperial representant l'emperadriu Ariadna, Bargello

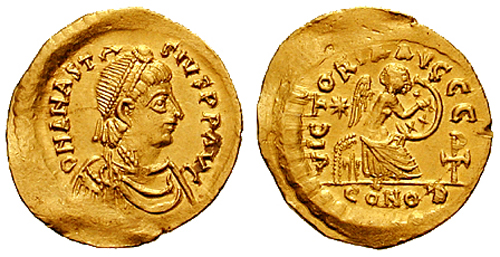
Semis d'Anastasi I Dicor

Estilísticament, l'escultura en alt relleu del panell central és comparable a altres dos plafons de vori que daten de començaments del segle vi, i representen una emperadriu: un és al Bargello de Florència, l'altre al Museu d'Història de l'Art de Viena. Mostren l'emperadriu Ariadna (?-518), esposa de l'emperador Zenó (430-491) i després d'Anastasi I Dicor (491-518). Aquest paral·lelisme suggeriria la identificació de l'emperador del Díptic Barberini amb Anastasi.
Durant el regnat d'Anastasi I Dicor hi hagué una difícil guerra contra els perses del 502 al 505, conclosa per la pau de 506 que va restaurar l'statu quo, però que podria presentar-se a Constantinoble com un triomf després de les primeres derrotes romanes. La creació del Díptic Barberini podria veure's, en aquest context, com a marca del triomf representat sobre els perses.
Encara que la figura comparteix característiques amb certs cònsols de díptics contemporanis d'Anastasi I, com el d'Anastasi (517) i sobretot el de Magne (518), el retrat de l'emperador del Díptic Barberini té poca semblança amb els retrats coneguts d'Anastasi com ara el medalló del díptic consular d'Anastasi. S'assembla més a retrats coneguts de Constantí, i alguns historiadors l'han identificat amb aquest emperador, incloent-hi el mateix Barberini.
D'altra banda, els criteris estilístics no deixen cap dubte que el vori no és més antic que de finals del segle v, i la semblança del retrat imperial a retrats de Constantí s'explicaria pel desig del comitent de recordar la imatge d'aquest emperador. Des d'aquesta perspectiva, aquesta referència es remunta a la iconografia de Constantí, i s'ajusta a Justinià més que no a Anastasi I.

### Justinià
L'estil del baix relleu dels plafons secundaris, i especialment la presentació gràfica i poc plàstica de la roba, s'acomoda a una data posterior de l'obra, de mitjan segle vi. La combinació de l'obra de relleus d'alta qualitat evoca una altra famosa obra d'escultura de vori d'aquesta època, la Cadira de Maximià de Ravenna (545-556), un altre producte dels tallers imperials de Constantinoble, i aleshores en seria l'emperador Justinià triomfant.

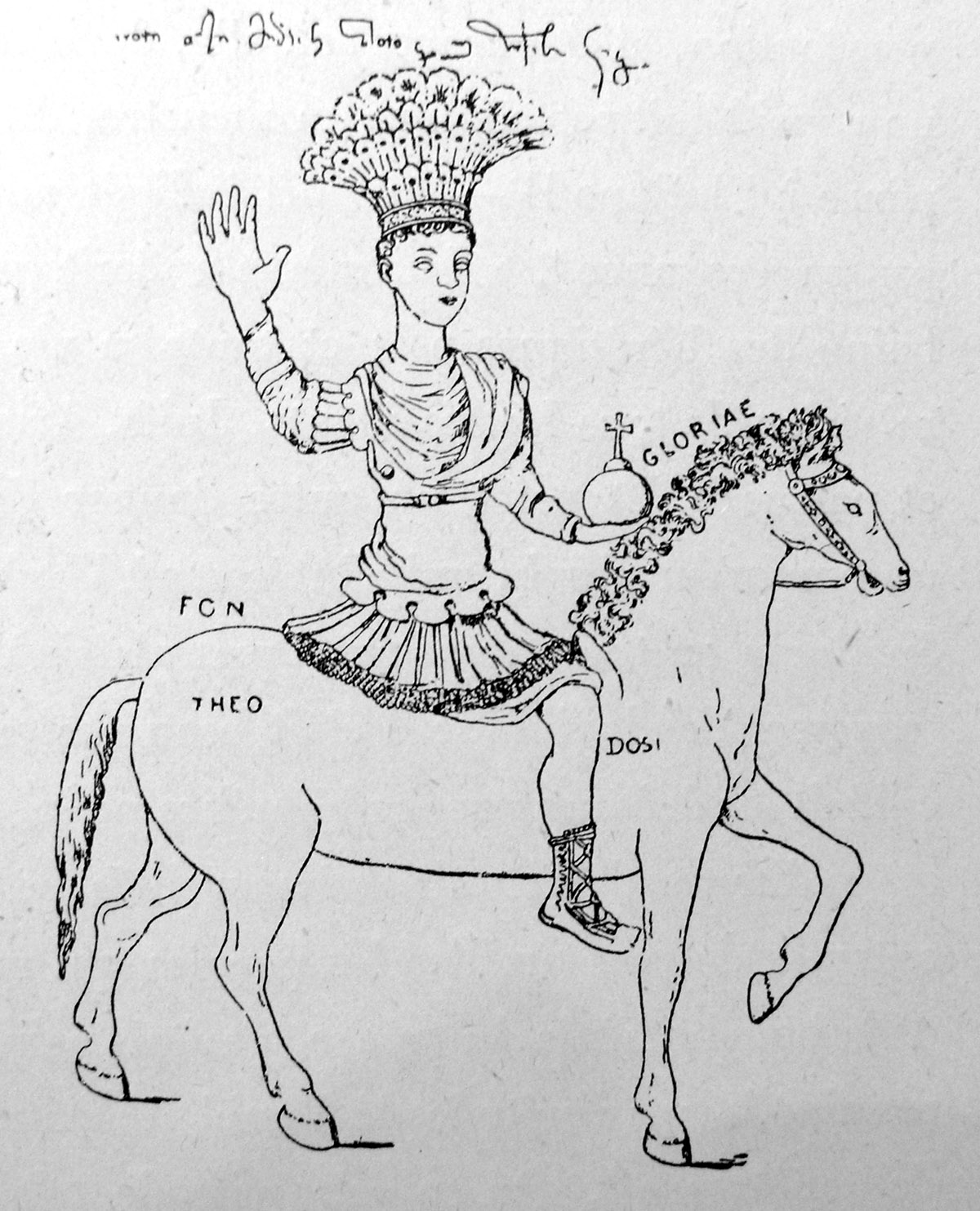
Dibuix de l'estàtua eqüestre de Justinià en lAugustaion per Nymphirios

La posició de la figura de Crist beneint l'emperador indica també una data justiniana, comparable a un díptic consular de Justí del 540, el darrer díptic consular conegut abans que Justinià suprimís el consolat el 541, i el primer a col·locar imatges de Crist i de la parella imperial (Justinià i Teodora) en medallons sota el retrat del cònsol. Fins llavors la presència cristiana en aquests díptics s'havia limitat al símbol de la creu, com els que emmarquen els retrats imperials del díptic consular de Climent del 513. La creu també es podia mostrar dins d'una corona que duen dos àngels, el motiu més conegut de l'era teodosiana, a més a més de voris com el de Murano, i també figura en baixos relleus de la Columna d'Arcadi i la decoració del Sarcòfag de Sarigüzel. Reemplaçar la creu dins la corona amb un Crist en el Díptic Barberini marca un altre pas en la cristianització de la forma del relleu, i també la dataria posterior al regnat d'Anastasi i es correspondria amb l'orientació ideològica del començament del regnat de Justinià. El gran díptic imperial de Londres, del qual només sobreviu un plafó, representa un arcàngel duent un ceptre i un globus coronat per una creu i pot assignar-se al mateix moviment ideològic. Es datà de començaments del regnat de Justinià el 527 per D. H. Wright, després de fer una nova traducció de la seua inscripció grega.
La identificació de l'emperador triomfant amb Justinià així es correspondria prou bé amb la imatgeria deixada per aquest emperador, que també inclou estàtues eqüestres i de Victòria (perquè les victòries sobre els perses que eren proclamades en la propaganda, però no eren particularment reals). Un dibuix de Nymphirios (un membre de l'entorn de Kyriacus Anconitanus), hui a la biblioteca de la Universitat de Budapest Eötvös Loránd, mostra l'estàtua coronada per la columna alçada per Justinià el 543/4 en l'Augustaion de Constantinoble i descrita per Procopi de Cesarea en Edificis (I, 2, 5). L'emperador, a cavall amb un casc, sosté un orbe coronat per una creu a la mà esquerra i saluda l'espectador amb la dreta. És coronat per un ampli tocat de plomes. Segons l'epigrama que era la inscripció dedicatòria, conservat en l'Antologia de Maximus Planudes i confirmat pel relat de Procopi, l'estàtua es col·locà orientada cap a l'est i els perses, com un signe d'amenaça de l'emperador. La connexió d'aquesta estàtua amb l'emperador triomfant del Díptic Barberini està també justificada perquè l'anterior era part d'un grup escultòric de l'Augustaion que també incloïa estàtues de tres reis "bàrbars" oferint tribut a l'emperador, com en el plafó inferior del díptic.

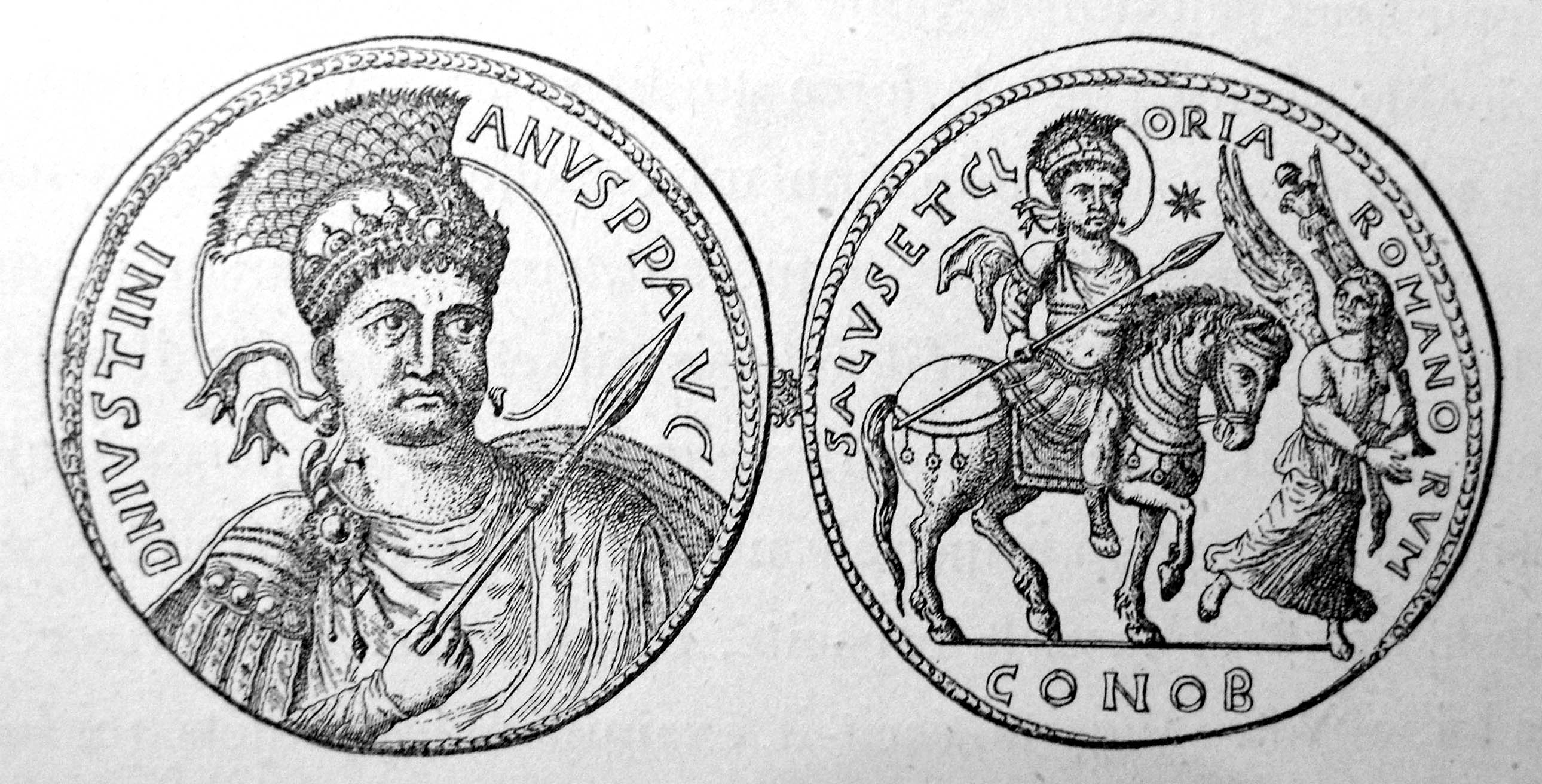
Sòlids de Justinià, representant una estàtua eqüestre perduda de l'emperador, de cap al 534

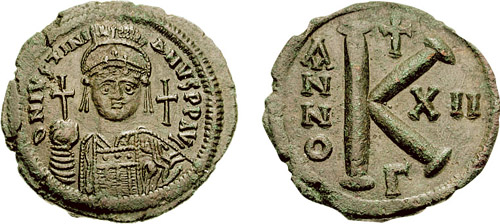
Semifollis de Justinià mostrant un retrat imperial de tot el rostre, 538

El dibuix de l'estàtua de l'Augustaion es pot relacionar amb una altra representació eqüestre de Justinià en una de les seues medalles, una d'or que pesa solidi (164 g), descoberta el 1751 i hui perduda després de ser robada del Cabinet des Médailles (hui part de la BNF) el 1831, tot i que en sobreviu un electrotipus. En l'anvers hi ha un bust nimbat de Justinià com un general, armat amb llança, una cuirassa i coronat amb la diadema i toufa. Diu la inscripció Dominus Noster Iustiniianus Perpetuus Augustus (El nostre senyor Justinià, August Perpetu). El revers mostra Justinià, de nou amb un nimbe, cavalcant amb un cavall els arreus del qual recorden els del cavall del Díptic Barberini. Al davat hi ha una Victòria sostenint una palma i un trofeu sota el braç esquerre. Es mostra una estrela sobre el camp, la inscripció exerg dona la marca CONOB (indicant una seca de Constantinoble) i la llegenda Salus et Gloria Romanorum (Salut i Glòria als romans). El retrat de Justinià en perfil tres quarts permet datar la medalla d'abans del 538, després de la qual se'l representava només de front. Les celebracions sumptuoses del triomf del 534 que marcaven la reconquesta de Cartago als vàndals pogueren ser l'ocasió de l'encunyació d'aquesta medalla excepcional. Una altra estàtua eqüestre, de la qual només resta la inscripció dedicatòria (de nou en la "Antologia" de Planudes), pot veure's en l'Hipòdrom de Constantinoble. No hi ha dibuixos supervivents de l'estàtua, però la ubicació a l'hipòdrom (el principal lloc de trobada de Constantinoble i, per tant, el millor lloc per a exhibir imatges de propaganda imperial) ens fa pensar que degué ser una de les estàtues eqüestres més famoses de l'emperador i, per tant, probablement la imitarien en vori i altres materials. La inscripció suggereix una composició monumental que no deixa de recordar el motiu central del Díptic Barberini:
| « | Contempla, príncep [i] exterminador dels medes, les ofrenes que et duu Eustaqui, alhora pare i fill de la Roma que sostens: un cavall que s'alça sobre una Victòria, una segona Victòria que et corona, i tu mateix a llom del cavall, ràpid com el vent. Així d'elevat és el teu poder, oh, Justinià! -i sobre la terra els campions dels medes i escites romandran per sempre encadenats. | » |

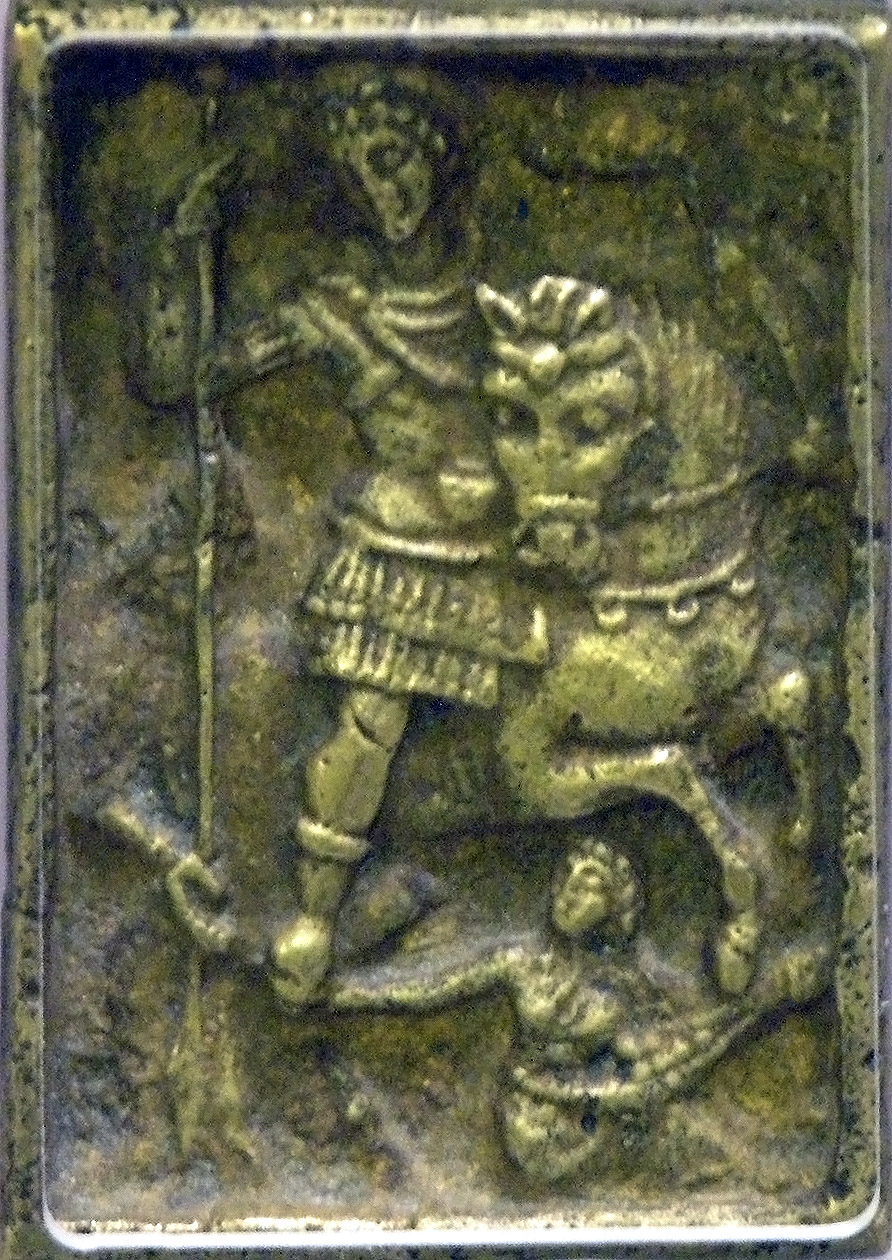
Panell de bronze amb una imitació del plafó central del Díptic Barberini (Museu Cristià i Bizantí d'Atenes)

L'existència d'aquestes estàtues eqüestres de Justinià a Constantinoble indiquen que el tema central del Díptic Barberini repeteix un tipus perdut popularitzat per aquestes estàtues, més que crear-ne un tipus nou. Si més no un altre exemple d'aquest tipus sobreviu, sobre un pes de bronze, hui al Museu Bizantí i Cristià d'Atenes. És una còpia exacta del motiu central directament modelat sobre vori, i el més probable és que tots dos en deriven d'un mateix model únic, potser una estàtua eqüestre perduda en l'hipòdrom. Tant el bronze, com el díptic, degueren ser productes d'un taller imperial i objectes oficials. Tanmateix, el bronze és una còpia més modesta del model, més barat i així potser es pretenia que tingués una circulació més àmplia que el vori.
L'existència d'aquesta còpia més barata confirma la popularitat d'aquest tipus d'imatge de propaganda durant el govern de Justinià i també parla del zel de l'emperador per divulgar aquestes imatges per mitjans molt diferents, des de les escultures figuratives monumentals en tres dimensions, fins a relleus, miniatures de bronze i plafons de vori. El regnat de Justinià conegué moltes guerres que van acabar en victòria, o més sovint guerres que podien presentar-se propagandísticament així, i justificaven la creació d'aquest tipus d'objecte.
La posició prominent d'un "bàrbar" tradicionalment identificat com a persa, així com el paral·lel del tipus amb el grup escultòric de l'Augustaion convida a considerar que la creació d'aquesta mena d'imatge s'originà per la «pau perpètua» conclosa amb l'Imperi persa el 532, tot i que l'estil en suggereix una data posterior.